# Clovia stevensi
Clovia stevensi är en insektsart som beskrevs av Victor Lallemand 1927. Clovia stevensi ingår i släktet Clovia och familjen spottstritar. Inga underarter finns listade i Catalogue of Life.